# Second Sight
Second Sight is een Engelse politieserie naar verhalen van Paula Milne met in de hoofdrol Clive Owen als hoofdinspecteur Ross Tanner die lijdt aan een oogziekte die hem langzaam blind dreigt te maken. Hij werkt samen met Detective Inspector Catharine Tully, een rol gespeeld door Claire Skinner. In vier afleveringen is te zien hoe ondanks deze handicap Tanner toch nog zijn politiewerk weet te doen.

## Afleveringen
- Second Sight - 1999
- Hide and Seek – 2000
- Parasomnia – 2000
- Kindom of the Blind - 2000